# Roger Keating
Roger Keating, né en 1951 en Nouvelle-Zélande, est un développeur de jeux vidéo principalement connu pour avoir cofondé, avec Ian Trout, la société d’édition et de développement de jeu vidéo Strategic Studies Group en 1983. 

## Carrière
Roger Keating programme son premier wargame en 1979 et le distribue dans une boutique locale sous le titre Conflict. Les retours très positif sur le jeu le pousse ensuite à l'améliorer puis à chercher à le faire éditer. En 1980, après avoir découvert le jeu Computer Bismarck, il en envoie un exemplaire à Strategic Simulations, l’éditeur du jeu, pour lui proposer de le publier aux États-Unis. L’éditeur accepte et Conflict, renommé Rebel Force, est publié avec un autre jeu sous le titre Computer Conflict. Roger Keating quitte alors son travail de professeur de math à l’école Cranbrook de Sydney pour se consacrer entièrement au développement de  wargames. Dans les années qui suivent, Strategic Simulations publie six autres de ses jeux: Operation Apocalypse et Southern Command (1981), Germany 1985 (1982), RDF 1985 (1983), Baltic 1985 (1984) et Norway 1985 (1985),. En 1982, il entre en contact avec Ian Trout, propriétaire d’une librairie spécialisé en histoire militaire à Sydney, connu pour sa collection de jeux de plateau et de rôle. Ensemble, ils fondent fin 1982 leur propre société de développement et d’édition de jeux vidéo, Strategic Studies Group, qui est officiellement enregistrée en juillet 1983. Roger Keating en devient le programmeur et vice-président senior et, fort de quinze ans d’expérience dans le secteur des jeux, Ian Trout prend la place de concepteur, de président et de directeur général. Le premier jeu qu'ils développent, Reach for the Stars, est publié en 1983 et connait un important succès commercial avec environ 60 000 copies vendues. Le studio ayant développé et publié le jeu, celui-ci se révèle très profitable et pose de solides bases pour le développement de leurs titres suivants.

## Ludographie

### Publiés par Strategic Simulations
- 1980 : Conflict
- 1981 : Operation Apocalypse
- 1981 : Southern Command
- 1982 : Germany 1985
- 1983 : RDF 1985
- 1984 : Baltic 1985
- 1985 : Norway 1985

### Développés et publiés par Strategic Studies Group
- 1983 : Reach for the Stars: The Conquest of the Galaxy
- 1984 : Carriers at War 1941-1945: Fleet Carrier Operations in the Pacific
- 1985 : Europe Ablaze
- 1986 : Battlefront
- 1987 : Russia: The Great War in the East 1941-1945
- 1987 : Halls of Montezuma
- 1987 : Battles in Normandy
- 1988 : Decisive Battles of the American Civil War: Volume I
- 1988 : Rommel: Battles for North Africa
- 1988 : MacArthur's War: Battles for Korea
- 1989 : Decisive Battles of the American Civil War: Volume II
- 1989 : Decisive Battles of the American Civil War: Volume III
- 1989 : Panzer Battles
- 1989 : Gold of the Americas
- 1990 : Warlords  — Élu wargame de l’année par le magazine Computer Gaming World[6]
- 1992 : Carriers at War
- 1992 : Carriers at War II
- 1993 : Warlords II
- 1997 : Ardennes Offensive
- 1997 : Warlords III: Reign of Heroes
- 2000 : Reach for the Stars
- 2000 : Warlords: Battlecry
- 2002 : Warlords: Battlecry II
- 2003 : Korsun Pocket
- 2003 : Across the Dnepr
- 2004 : Decisive Battles of World War II: Battles in Normandy
- 2005 : Decisive Battles of World War II: Battles in Italy
- 2008 : Kharkov: Disaster on the Donets